# (42482) Fischer-Dieskau
(42482) Fischer-Dieskau est un astéroïde de la ceinture principale.

## Description
(42482) Fischer-Dieskau est un astéroïde de la ceinture principale. Il fut découvert le 8 septembre 1988 à Tautenburg par Freimut Börngen. Il présente une orbite caractérisée par un demi-grand axe de 2,38 UA, une excentricité de 0,23 et une inclinaison de 2,5° par rapport à l'écliptique.

## Compléments